# 筑波未来市
もしかして
- つくばみらい市

ではありませんか？